# Zarzecze (gmina)
Pour les articles homonymes, voir Zarzecze.
La gmina de Zarzecze [zaˈʐɛt͡ʂɛ] (en ukrainien: Заріччя, Zarichchia) est une commune rurale (gmina wiejska) du sud-est de la Pologne située dans la Voïvodie des Basses-Carpates faisant partie du powiat de Przeworsk. D'une superficie de 49,2 km², elle comptait 7 223 habitants en 2017. 
Son siège, le village de Zarzecze se situe à environ 9 km de Przeworsk, le siège du powiat et 44 km de Rzeszów, la capitale régionale. 